# Famille Arminjon
La famille Arminjon ou Armenjon est une famille originaire de la région naturelle des Bauges, en Savoie. Famille bourgeoise jusqu'aux premières décennies du XIXe siècle, elle est une famille de notables en Savoie aux XIXe siècle et XXe siècle. L'une de ses branches a été anoblie en 1835 par le roi Charles-Albert de Sardaigne (1842 selon Régis Valette). Elle a été également représentée à Lyon et en Italie.
De la famille Arminjon sont issus des docteurs en droit, des avocats, des conseillers de Cours, un sénateur au Sénat de Savoie, un contre-amiral de la Marine italienne, des membres de l'Académie des sciences, belles-lettres et arts de Savoie dont l'un fut président (1927-1958), des décorés de différents Ordres, plusieurs religieux dont l'un fut provincial des jésuites de Lyon.

## Patronyme
Henri Bouvier, ancien maire du Châtelard (1965-1995) et auteur d'une monographie dédiée à sa commune, à propos des anciennes familles locale, débute sa présentation par la famille Armenjon ou Arminjon.
Le patronyme originel semble être Armenjon, d'après l'abbé Laurent Morand (1830-1894), auteur de trois volumes sur l'histoire du massif des Bauges (1891). L'historien Xavier de Montclos (1924-2018), dans son ouvrage L'ancienne bourgeoisie en France du XVIe au XXe siècle (2005), s'appuyant sur l'ouvrage d'Henri Arminjon (1972), donne pour cette famille les formes orthographiques Hermenion, Hermenjon, Herminion, pour les XIVe et XVIe siècles. L'abbé Morand indique que le patronyme Armenjon évolue avec l'apparition de deux branches dans la seconde moitié du XVIIe siècle. La première modifie rapidement la graphie de son nom en adoptant la prononciation usuelle, où le « i » prend la place du « e », donnant Arminjon. La seconde branche porte, au siècle suivant, le surnom de Vaudey.

## Histoire
La famille Arminjon ou Armenjon est une famille originaire du Châtelard, dans le massif des Bauges, possédant une « modeste fabrique de fer », et dont l'activité s'est déroulée du milieu du XVIe siècle au début du XIXe siècle,. À partir du XVIIe siècle, des membres de la famille Arminjon se sont installés dans les grandes villes du duché de Savoie, Chambéry, Annecy, Thonon et Évian, obtenant pour certains le statut de bourgeois. L'un d'entre eux est anobli lors de son intégration au Sénat de Savoie au XIXe siècle.

### Origines
La première mention de la famille remonte au XIVe siècle, avec notamment un acte de reconnaissance du 11 juin 1343,. La famille est installée au hameau du Villaret Rouge, situé dans la paroisse du Châtelard, où elle possédait une fabrique de fer,,, au milieu du XVIIe siècle. Des membres de cette famille sont mentionnés lors du recensement de 1561,. La généalogie de Pierre [I] Armenjon est connue avec la mention, vers 1561, d'un arrière-grand-père, Bernard, d'un grand-père, soit Antoine ou soit Jacques, et de son père Jean,. La famille est dite « vassale principale » de l'abbaye du Betton,, se situant dans une petite vallée de la Maurienne voisine.
L'abbé Morand indique que Jean reçoit les droits de l'abbaye d'établir des fabriques de fer. Ces petits-enfants, fils de Pierre [I] Arminjon, sont connus à travers un acte de partage du 16 septembre 1652 : Pierre [II], Jean-Claude, Claude et Jacques. Les deux aînés, Pierre [II] et Jean-Claude, sont à l'origine de deux branches. Louis, le fils de Pierre [II], s'installe au hameau de Rossillon, situé dans la paroisse de Lescheraines.
Le recensement de 1561 indiquait que la communauté de Villaret-Rouge était constituée de douze feux ou chefs de maison, dont celle de Bernard Armenjon. Celui de 1740 comporte « Pierre Armenjon, la veuve de Claude Armenjon, François Armenjon, la veuve d'autre François Armenjon, Jean-Baptiste Armenjon, autre Jean-Baptiste Armenjon ».

### Fabrique de fer des Armenjon
L'activité familiale tournée vers le travail du fer, débute au début des années 1650, au Villaret Rouge,. Jean-Claude Armenjon, auteur de la deuxième branche des Armenjon, après avoir appris le métier auprès d'un maître ferrier, à Cluses, revient dans les Bauges et installe « un haut-fourneau, un martinet et une martinette », au bord du Nant d'Aillon, en 1652,. Il obtient le 28 mars 1658, « l'albergement des installations et du cours d'eau » de l'abbaye du Betton,. Il met cependant fin rapidement à son activité, trop consommatrice de bois.
Son fils, (Jean) Pierre Armenjon, relance toutefois l'activité et la développe, mentionné en 1682. Le site d'activité comporte « deux martinets, une martinette et une taillanderie attenante à la martinette, une forge et deux ateliers de clouterie » et emploie une vingtaine de personnes.
La famille Armenjon, ainsi que d'autres familles du Villaret, obtiennent les 26 août 1666 et 23 juin 1733 de l'abbaye,, contre une redevance annuelle, « La jouissance des terres, prés, bois, pâturages, maisons, granges, four, forge, martinet, moulins et foulons ». La fabrique est mentionnée sur la mappe sarde de 1728.
Les Armenjon de la seconde branche se succèdent. À (Jean) Pierre Armenjon (v.  1682) suit son fils Jean, vers 1720/1729, puis le fils de ce dernier, Nicolas, entre 1743 et 1752. En 1783, Jean Baptiste Armenjon dirige l'activité (mentionné en 1797, par Morand). Au cours de l'occupation du duché de Savoie par les troupes révolutionnaires françaises (cf. Histoire de la Savoie de 1792 à 1815), les stocks de fer sont réquisitionnés et Jean Baptiste Armenjon hérite de l'administration des fonderies appartenant aux monastères d'Aillon et de Bellevaux. La productivité de la fabrique baisse. En 1811, la fabrique emploie une quinzaine de salariés. Cinq ans plus tard, le site est encore composé d'« un martinet, une forge pour la fabrication d'outils aratoires et trois petites forges pour les clous ». Jean Baptiste Armenjon devient le dernier exploitant du site, il semble ne plus être en activité en 1822. Sa fille, Rosine qui a épousé le docteur Joseph-François Simond, installé au Châtelard, hérite en 1825, du site. En 1876, l'ancien site de la fabrique n'appartient plus aux Armenjon, mais à un certain Louis Coppier.

### Dispersion dans le duché de Savoie
Au XVIIe siècle, des membres de la famille Arminjon sont installés à Lescheraines, Chambéry, Thonon et Évian,.
L'un des quatre fils de Pierre [I] Arminjon émigre à Chambéry. Cette branche acquiert le droit de bourgeoisie de la ville au cours du XVIIIe siècle. Un Jean Arminjon est dit bourgeois en 1730.
Jean-François Armenjon descendant de la seconde branche, arrière-petit-fils de Jean-Claude Armenjon, s'installe à Annecy, où il acquiert une charge de notaire vers 1749. Il épouse une Annécienne et a un fils. Jacques Moret, notaire à Annecy, publie en 1945 un inventaire du domicile rue Saint-François, réalisé le 30 mars 1758, à la suite de la mort de Jean-François Armenjon (mai 1757). Son fils est un notable annécien, débutant une carrière de notaire (1780) et devenant propriétaire dans le bassin annécien (Vieugy, Seynod, Chaboires, Veyrier et Menthon). Lors du tracé de la nouvelle route reliant Annecy à Faverges, ce dernier refuse de vendre sa propriété en bord de lac coupée pour cet aménagement. Au lendemain de sa mort, sa femme la vend à la Ville, elle se situait à proximité de l'actuelle place au Bois.
Une branche s'installe à Évian, vers 1750, en la personne de Blaise Arminjon (1721-1800), notaire royal en provenance de Chambéry,. Ce dernier reçoit des lettres de bourgeoisie de la ville, le 16 mars 1768, pour lui et ses descendants. Son fils, Jean-François (1766-1827), notaire également et syndic de la ville, est le père de Mathias Arminjon, entré au Sénat de Savoie en 1827, puis élu sénateur le 31 octobre 1835. Il acquiert ainsi « avec les honneurs et privilèges de cette élection, au premier rang desquels, ipso facto, pour lui et pour tous ses descendants, le privilège de noblesse ancienne ».

### Période contemporaine
Cette famille est inscrite à l'ANF en 1983.

## Personnalités
- Blaise Arminjon (1721-1800), notaire royal (Chambéry, Évian), administrateur des biens du baron Jean-François de Blonay qui est ambassadeur du roi de Sardaigne[4],[26]. Marié à Étiennette Bidal, trois enfants dont un fils Jean-François (qui suit)[21].

- Jean-François Arminjon (1766-1827), notaire royal à Thonon et syndic d'Evian (1814-1818)[21],[27]. Marié à Jeanne Marie Folliet, fille de François Folliet, avocat au Sénat de Savoie, six enfants[13], dont :
  - Mathias Arminjon (1793-1859), avocat au Sénat de Savoie[28], conseiller à la Cour de cassation de Turin, député de la Savoie au Parlement sarde (1848)[28]. Marié à Henriette Dupuy, petite-fille de l'ingénieur et architecte de la ville de Chambéry, dont quatre fils[13], dont :
    - Charles Arminjon (1824-1885), prédicateur et conférencier, jésuite, chanoine des Cathédrales de Chambéry et d'Aoste, missionnaire apostolique, auteur de conférences qui inspirèrent Thérèse de Lisieux[29]. Membre de l'Académie des sciences, belles-lettres et arts de Savoie (élu en 1865)[30],[31].
    - Ernest Arminjon (1828-1901) [Note 5], docteur en droit civil, magistrat notamment conseiller à la Cour d'appel de Chambéry (1854)[25], bâtonnier de l'ordre des Avocats de Chambéry (1887-1888)[33], présidant parfois les cours d'assises des départements de la Savoie et de la Haute-Savoie[25]. Commandeur de Saint-Grégoire-le-Grand[25],[31], membre de l'Académie des sciences, belles-lettres et arts de Savoie (élu en 1884)[30].
    - Victor (Vittorio) Arminjon (1830-1897), officier passé de la marine sarde à la marine impériale française, puis à la marine royale italienne. Il effectue, entre 1865 à 1868, le premier tour du monde de la marine de guerre italienne à bord du Magenta, où chargé de lettres de créance de ministre plénipotentiaire du Roi, il réalise les premiers traités avec la Chine et le Japon[34], commandeur de l'ordre des Saints-Maurice-et-Lazare et membre correspondant de l'Académie des sciences, belles-lettres et arts de Savoie (1869)[30].

  - Albert Arminjon (1836-1870), ingénieur des mines, inspecteur des chemins de fer du Midi de l'Italie. Il épouse, en 1865, Amilca Dullin, fille de Pierre Dullin, président de Chambre à la Cour d'appel de Chambéry, dont :
    - Pierre Arminjon (1869-1960), juriste français. Chevalier de la Légion d'honneur, docteur honoris causa de l'université Columbia de New York.

- Charles Arminjon (1874-1966), fils d'Ernest Arminjon (1828-1901) et de sa seconde épouse Julie-Célestine-Pierrette Gaillard (1841-1925), avocat à la Cour d'appel de Chambéry, membre de l'Académie des sciences, belles-lettres et arts de Savoie (élu en 1901), et président de l'institution de 1927 à 1958[31],[30],[35]. Marié à Gabrielle Ochier de Villeret, dix enfants dont :
  - Ernest Arminjon (1904-1978), chanoine de la cathédrale de Chambéry.
  - Henri Arminjon (1906-1997), banquier[36]. Il termine sa carrière en 1966 comme président directeur général de la Société lyonnaise de banque. Officier de l'ordre de la Légion d'honneur, commandeur de l'ordre national du Mérite et obtient la croix du combattant. Membre de l'Académie des Sciences, Belles-Lettres et Arts de Lyon (1978) et de l'Académie des sciences, belles-lettres et arts de Savoie (élu en 1983)[30]. Il est l'auteur de Histoire d'une famille de Savoie : les Arminjon (1972), Un Savoyard, marin et diplomate (1983) et De la noblesse des sénateurs au Souverain Sénat de Savoie & des maitres-auditeurs à la Chambre des comptes (1977). Marié à Thérèse Neyrand, onze enfants.
  - Gabriel Arminjon (1910-1984), journaliste il devint exploitant agricole. Chevalier du Mérite agricole. Auteur de Charles Arminjon :... ce prêtre qui inspira Thérèse de Lisieux (1972).
  - Mathias Arminjon (1927-2020) [Note 6], licencié en droit, diplômé de l'Institut d'études politiques de Lyon, président-directeur général de la Société d'études et de crédit, à Lyon, chevalier grand croix de l'Ordre équestre du Saint-Sépulcre de Jérusalem (Vatican), chevalier de l'Ordre des Saints-Maurice-et-Lazare. Il épouse à Chambéry, le 26 mai 1953, Nicole de Kesling (1927-2015), fille de Marie-Louis, baron de Kesling de Berg, ancien officier, et de Germaine Le Roy d'Amigny[38].

## Héraldique
| Famille Arminjon | Les armes de la famille Arminjon se blasonnent ainsi : "D'azur aux mains gantées d'or, mouvant du flanc senestre, tenant un arc bandé et fléché du même. |